# 아나이 치히로
아나이 치히로(일본어: 穴井 千尋, CHIHIRO ANAI, 1996년 1월 27일 ~ )는 일본의 여성 아이돌 그룹 전 HKT48 팀H의 캡틴이다. 혈액형은 AB형.

## 개요
- 2016년 7월 31일, HKT48 팀H 졸업(이유는 대학교에서 공부하기 위해서 이기도 하고, 유학을 가서 공부하기 위해서이다.).